# Graeme Edge
Graeme Charles Edge (ur. 30 marca 1941 w Birmingham, zm. 11 listopada 2021 w Bradenton) – angielski muzyk, znany przede wszystkim jako perkusista zespołu The Moody Blues.

## Życiorys
Zespół The Graeme Edge Band wydał dwa albumy w latach 70'. Pierwszy - Kick Off Your Muddy Boots w 1975 dla wytwórni Threshold Records, części the Decca Records. Drugi album Paradise Ballroom wydany został w 1977, także dla Decca Records.
Edge przyznał w wywiadzie dla Rockline, że jego dziewczyna Susan nie chciała wyjść za niego za mąż, ponieważ nie chciała się nazywać "Sue Edge" (w języku angielskim wymowa Sue Edge jest bardzo podobna do słowa "sewage" oznaczającego dosłownie ścieki).
Edge był fanem Star Treka. Zajmował się działalnością charytatywną oraz uwielbiał grać w golfa.
Edge był jedynym z założycieli The Moody Blues wciąż występującym w zespole.

## Utwory
Edge jest autorem następujących utworów:

### z The Moody Blues
- "Morning Glory" i "Late Lament" (część "Nights in White Satin" z albumu Days of Future Passed;
- "Departure" i "The Word" z albumu In Search of the Lost Chord;
- "In the Beginning" i "The Dream" z albumu On the Threshold of a Dream;
- "Higher and Higher" i "Beyond" z albumu To Our Children's Children's Children;
- "Don't You Feel Small" i "The Balance" (razem z Rayem Thomasem) z albumu A Question of Balance;
- "Procession" (z Justinem Haywardem, Johnem Lodge'm, Mikiem Pinderem i Thomasem) oraz "After You Came" z albumu Every Good Boy Deserves Favour;
- "You and Me" (z Haywardem) z albumu Seventh Sojourn;
- "I'll Be Level With You" z albumu Octave
- "22,000 Days" z albumu Long Distance Voyager;
- "Going Nowhere" z albumu The Present;
- "The Spirit" (z Patrickiem Morazem) z albumu The Other Side of Life;
- "Nothing Changes" z albumu Strange Times.

### z The Graeme Edge Band
- "Lost In Space", "Have You Ever Wondered", "The Tunnel" (z Adrianem i Peterem Gurvitzem), "Somethin' We'd Like To Say" i "We Like To Do It" z albumu Kick Off Your Muddy Boots.
- "Paradise Ballroom" (z Adrianem Gurvitzem), "Human" (z Adrianem Gurvitzem), "Everybody Needs Somebody" (z Adrianem Gurvitzem), "All Is Fair" (z Adrianem Gurvitzem), "Down, Down, Down" (z Adrianem Gurvitzem), "In the Light of the Light" (z Adrianem Gurvitzem) oraz "Caroline" (z Adrianem Gurvitzem) z albumu Paradise Ballroom.